# Fontaine l'Etalon Churchyard
Fontaine l'Etalon Churchyard is een begraafplaats gelegen in de Franse plaats Fontaine-l'Étalon (Pas-de-Calais). De militaire graven worden onderhouden door de Commonwealth War Graves Commission.
De begraafplaats telt 14 geïdentificeerde Gemenebest graven uit de Tweede Wereldoorlog.